# 徐逸波
徐逸波（1957年11月—），男，汉族，浙江宁波人，中华人民共和国政治人物，曾任中国黄浦区委书记，上海市人民政府副秘书长，上海市国资委党委书记、主任，上海市政协副主席，中共十八大代表。